# Мирко Стоянович
Мирко Стоянович (сербохорв. Мирко Стојановић / Mirko Stojanović, нар. 11 червня 1939, Загреб) — югославський футболіст, що грав на позиції воротаря, зокрема, за клуби «Динамо» (Загреб) та «Црвена Звезда», а також національну збірну Югославії. По завершенні ігрової кар'єри — тренер.

## Клубна кар'єра
У футболі дебютував 1958 року виступами за команду «Динамо» (Загреб), в якій провів три сезони, взявши участь у 21 матчі чемпіонату.
Своєю грою за цю команду привернув увагу представників тренерського штабу клубу «Црвена Звезда», до складу якого приєднався 1962 року. Відіграв за белградську команду наступні чотири сезони своєї ігрової кар'єри.
Згодом з 1967 по 1973 рік грав у складі команд «Каліфорнія Кліпперс», «Даллас Торнадо» та «Олімпія» (Любляна). Найкращий воротар американської ліги NASL у двох випадках (1967, 1971).
Завершив ігрову кар'єру в американській команді «Сан-Хосе Ерсквейкс», за яку виступав протягом 1974-75 років.

## Виступи за збірну
1961 року дебютував в офіційних матчах у складі національної збірної Югославії. Протягом кар'єри у національній команді провів у її формі 4 матчі.
Був присутній в заявці збірної на чемпіонаті світу 1962 року у Чилі, але на поле не виходив.

### Статистика виступів за збірну
| Дата       | Місто    | Господарі      | Результат | Гості     | Турнір           | Голи | Примітки |
| ---------- | -------- | -------------- | --------- | --------- | ---------------- | ---- | -------- |
| 28.11.1961 | Токіо    | Японія         | 0 – 1     | Югославія | товариський матч | -    | 46'      |
| 07.12.1961 | Джакарта | Індонезія      | 1 – 5     | Югославія | товариський матч | -    | 46'      |
| 19.09.1962 | Белград  | Югославія      | 5 – 2     | Ефіопія   | товариський матч | -    |          |
| 17.05.1964 | Прага    | Чехословаччина | 2 – 3     | Югославія | товариський матч | -2   |          |
| Усього     |          | Матчів         | 4         |           | Голів            | -2   |          |

## Кар'єра тренера
Розпочав тренерську кар'єру, повернувшись до футболу після невеликої перерви, 1978 року, очоливши тренерський штаб клубу «Окленд Стомперс». Наразі досвід тренерської роботи обмежується цим клубом.